# Franz Rigler
Franz Rigler, též Riegler (23. března 1839 Ziersdorf – 18. dubna 1914 Ziersdorf) byl rakouský politik německé národnosti z Dolních Rakous, na konci 19. století poslanec Říšské rady.

## Biografie
Profesí byl majitelem nemovitostí. V období let 1879–1888 byl starostou Ziersdorfu.
Zasedal jako poslanec Dolnorakouského zemského sněmu. Zvolen sem byl v roce 1884 za kurii venkovských obcí, obvod Horn, Eggenburg, Geras, Ravelsbach, Retz. Porazil tehdy dosavadního poslance Antona Rufa. Mandát obhájil roku 1890 a 1896. Poslancem byl do roku 1902. Na sněmu zastupoval v prvním volebním období liberály, v roce 1890 se uvádí jako antisemitský kandidát a po roce 1896 byl zvolen za Antisemitské volební společenství a v období 1896–1902 zastupoval Německou lidovou stranu. Podle jiného zdroje zasedal na sněmu v klubu Křesťansko-sociální strany.
Byl i poslancem Říšské rady (celostátního parlamentu Předlitavska), kam usedl ve volbách roku 1891 za kurii venkovských obcí v Dolních Rakousích, obvod Korneuburg, Ober-Hollabrunn atd. Mandát zde obhájil ve volbách roku 1897. Ve volebním období 1891–1897 se uvádí jako Franz Rigler, majitel nemovitostí, bytem Ziersdorf.
Po volbách v roce 1891 ho Národní listy řadí mezi členy nacionalistického Deutschnationale Vereinigung. Po volbách v roce 1897 je uváděn coby kandidát Německé lidové strany.
Zemřel v dubnu 1914 po dlouhé nemoci.